# Présidence de Gaston Flosse
1re président de la Polynésie française
Présidence de Oscar Temaru Présidence d'Édouard Fritch
La Présidence de Gaston Flosse en Polynésie française est marquée de nombreuses péripéties.

## Histoire
En 1958, Gaston Flosse rejoint le mouvement de l'avocat Rudy Bambridge, fondateur de l'Union tahitienne démocratique (UTD) affiliée à l'Union pour la nouvelle République (UNR), qui devient le relais local du mouvement gaulliste. Il commence sa carrière politique en 1965 en devenant le premier maire de la commune de Pirae, à Tahiti, un poste qu’il quittera le 10 mars 2000 pour être en conformité avec la loi limitant le cumul des mandats.
En 1967, il est membre pour la première fois de l'Assemblée territoriale de Polynésie, et sera réélu sans discontinuer depuis, sous la bannière de l’Union tahitienne-Tetahoera’a ma’ohi (UT-UDR), puis de 1977 à 1996, avec le Tahoeraa huiraatira (Rassemblement du Peuple), qu’il fonde quatre ans plus tard. Il en devient le président en 1972 et entre peu après au comité central de l'Union des démocrates pour la République (UDR) et est l'un des pères fondateurs du Rassemblement pour la République (RPR). De cette époque date son amitié avec Jacques Chirac.
Député à partir de 1978, puis député européen, il devient secrétaire d'État chargé du Pacifique sud dans le premier gouvernement de cohabitation.

## Bilan politique

### Projet de développement
L'action de Gaston Flosse en faveur de la croissance économique de la Polynésie française est souvent mise en avant. Il est ainsi parvenu à obtenir d’abondantes aides financières des gouvernements centraux, qu’ils soient de droite ou de gauche. En 1996, par exemple, afin de compenser le manque à gagner à la suite de l’arrêt des essais nucléaires, Gaston Flosse obtient qu’une aide globale de 150 millions d’euros soit versée pendant dix ans à la Polynésie française. Une aide qui vient s’ajouter aux sommes contenues dans la loi d’orientation. 
Aussi, c’est son gouvernement qui, en 1995, instaure une Protection sociale généralisée (PSG), devançant l’État français. Ainsi, toute personne résidant en Polynésie française bénéficie d’une couverture sociale qu’elle soit salariée, non salariée, à faibles revenus voire sans ressource. Afin de promouvoir le tourisme en Polynésie française et dynamiser la concurrence, il crée, en 1996 avec des investisseurs, la compagnie aérienne Air Tahiti Nui. En 2016, la flotte compte cinq Airbus A340-300 qui desservent les États-Unis, l’Europe, le Japon et la Nouvelle-Zélande.
Gaston Flosse est aussi à l’initiative du programme de promotion de la pêche hauturière et de la création de la société Tahiti Nui Rava’ai en 2000. L'objectif est de construire 56 thoniers d’ici 2006. 
Néanmoins, l'ensemble reste extrêmement fragile, ne reposant pas sur une économie réelle. Ainsi, en 2011, la PSG fait face à une crise de financement remettant en cause son existence, la société Air Tahiti Nui est en grave difficulté économique et a dû initier un plan social en 2012. Le programme de pêche hauturière s'est révélé être un gouffre financier, d'après les termes du rapport de l'Inspection générale des finances. Les contribuables polynésiens et métropolitains ont ainsi contribué à hauteur de 107 % au coût d'achat de 43 bateaux finalement construits. Les sociétés chargées de leur exploitation continuent d'enregistrer de lourdes pertes qui font peser un risque financier certain sur les finances du Pays.

### Bilan contrasté
Malgré des initiatives assez audacieuses visant à structurer le tourisme, comme la mise en place d'une compagnie aérienne polynésienne de long-courriers, le bilan économique et politique de Gaston Flosse semble contrasté. Ses initiatives se sont soldées par de maigres résultats ou des échecs : stagnation à un niveau très bas du nombre de touristes, dans un marché mondial en expansion ; rétraction de la part de marché du tourisme nautique via les paquebots de croisière. 
L'industrie perlière est médiocrement orientée et se remet péniblement d'une surproduction qui a affecté les niveaux des prix de vente. Cette surproduction n'a pas non plus été accompagnée par une exigence accrue et systématique au niveau de l'application de critères de qualité, ce qui conduit les producteurs à se confronter à la concurrence asiatique, notamment chinoise[réf. nécessaire].  
La pêche est en mauvais état, les moyens augmentent, mais les prises diminuent. Les critères de distribution des subventions visant à soutenir l'initiative locale restent opaques, ou à tout le moins restent trop indépendants des mesures d'accompagnement qui permettraient de suivre un projet et de l'accompagner en assurant sa montée en puissance. L'absence de suivi réel des investissements, le faible nombre d'entrepreneurs formés à la gestion et à la comptabilité, les études de marché peu réalistes, forment un ensemble de points faibles qui, mis bout à bout, forment une chaîne qui pèse sur les projets. Par ailleurs, nombre de projets fantaisistes permettent de capter certains flux financiers publics. Le « capitalisme des mers du Sud » ressemble trop souvent à un enrichissement artificiel, sans véritable enracinement économique viable[réf. nécessaire]. 
Dans un contexte socio-culturel singulier et au demeurant assez artificiellement perçu de l'intérieur comme de l'extérieur, le tableau reste sombre s'agissant de la vie politico-économique de l'archipel. Les forts taux de rémunération des postes de la fonction publique entraînent un certain nombre d'effets pervers, influant en partie sur le niveau des prix marchands considérablement élevé et par voie de conséquence, maintenant un niveau de vie artificiel. 
Le revers de la médaille de la croissance polynésienne, impulsée uniquement par une politique de dépenses publiques souvent orientées vers une oligarchie locale, est une dépendance toujours accrue envers les crédits de la métropole, induisant un type d'économie assistée où le développement durable est oublié, voire impossible en l'état. La chute de la couverture des importations par les exportations est spectaculaire, puisqu'elle est passée depuis 1999 de 24 % à 8 %. 
Les largesses de la dépense publique, qui à vrai dire ont profité à des titres divers à l'ensemble de la population, semblent avoir lassé les Polynésiens qui, bien que profitant de revenus pour une part créés artificiellement, semblent frappés par les antagonismes sociaux et un certain « clientélisme » du système. L'insertion sociale en Polynésie française passe par des emplois salariés, où les activités de service et la fonction publique dominent. Même les secteurs privés dépendent largement des marchés publics. Les initiatives créatives ont été passablement stérilisées par les excès de cette politique, dont le clientélisme paraît être l'axe majeur dans la gestion du Territoire. Les effets négatifs à long terme de ce type de gestion ont fortement contribué à écarter Gaston Flosse des responsabilités politiques[réf. nécessaire].
En 2007, dans un rapport de la Cour des comptes au chapitre des collectivités territoriales, la gestion des fonds publics par la Polynésie française fait l'objet d'un réquisitoire implacable visant les dernières années de Gaston Flosse à la tête du territoire, marquées par une « administration parallèle » et des « dérives » financières,. Toutefois en 2013, la Polynésie française voit une très légère reprise économique.

## Présidence et Vice-présidence (Tahoeraa)
| Fonction                                 | Titulaire | Titulaire     |
| ---------------------------------------- | --------- | ------------- |
| Président de la Polynésie française      |           | Gaston Flosse |
| Vice-Président de la Polynésie française |           | Nuihau Laurey |

### Ministres (Tahoeraa)
| Fonction | Titulaire | Titulaire      |
| --- | --------- | -------------- |
| Ministre chargé de l'Économie et des Finances, du Budget, de la Fonction publique, des Entreprises, de l'Industrie et de la Promotion des exportations                                                                     |           | Nuihau Laurey  |
| Ministre du Logement et des Affaires foncières, de l’Économie numérique, de la Communication et de l’Artisanat ; porte parole du gouvernement.                                                                             |           | Marcel Tuihani |
| Ministre du Tourisme, de l’Écologie, de la Culture , de l’Aménagement du territoire et du Transport aérien . |           | Geffry Salmon  |
| Ministre des Ressources marines, des Mines, de la Recherche, de la Perliculture et de l’Aquaculture, chargé des Relations avec les institutions, l'Assemblée de la Polynésie française et le Conseil économique et social. |           | Tearii Alpha   |
| Ministre de la Santé et du Travail, chargée de la Protection sociale généralisée, de la Formation professionnelle, du Dialogue social, du Droit des femmes et de la Lutte contre la toxicomanie.                           |           |                |
| Ministre de l’Éducation, de l’Enseignement supérieur, de la Jeunesse et des Sports. Chargé de la Vie associative. |           |                |
| ministre de l’Équipement, de l’Urbanisme, de l’Énergie et du Transport terrestre et maritime |           |                |
| Ministre de l’Équipement, chargé des Transports terrestres |           |                |
| ministre de l’Agriculture, de l’Agroalimentaire et de la Pêche. |           |                |
| Ministre de l’Économie verte, du Domaine, chargé des Mines et de la Recherche |           |                |